# الن هاکوبیان
الن هاکوبیان ( انگلیسی: Elen Hakobyan؛ ۸ فوریهٔ ۲۰۰۱) اسکیت‌باز نمایشی زن اهل ارمنستان است که در جایزه بزرگ نوجوانان اتحادیه جهانی اسکیت در ارمنستان به رقابت پرداخت.

## یادداشت
1. ↑  Alina Badalyan
2. ↑  Edgar Grigoryan